# Tessiera
Tessiera là một chi thực vật có hoa trong họ Thiến thảo (Rubiaceae).

## Loài
Chi Tessiera gồm các loài: